# Populus pruinosa
Populus pruinosa är en videväxtart som beskrevs av Alexander Gustav von Schrenk. Populus pruinosa ingår i släktet popplar och familjen videväxter. Inga underarter finns listade i Catalogue of Life.
Arten förekommer i Centralasien från Iran och Kazakstan till Afghanistan och västra Kina. Den växer vid vattendrag i öknar.
Beståndet hotas av förändringar i vattendragens sträckning. Några exemplar fälls för vedens skull. IUCN listar arten som nära hotad (NT).